# 光吉孝浩
光吉孝浩（日语： Mitsuyoshi Takahiro）是日本纪实电影的导演。2008年，第21届东京国际电影节以电影『BLUE SYMPHONY 蓝色交响乐』（页面存档备份，存于）参加NATURAL TIFF单元。自2010年起，在中国广西壮族自治区进行JICA志愿者活动电影拍摄的技术支援。与中国学生一同制作了鼓励2011年3月东日本大地震被害者的寄语录像短片「灾难不能带走希望，加油日本！」。于2011年7月公开。桂林电视台的新闻报道了其制作过程。

## 外部連結
- 光吉孝浩在互联网电影资料库（IMDb）上的資料（英文）